# چشم‌اندازی از هارلم با مزارع قابل کشت
چشم‌اندازی از هارلم با مزارع قابل کشت (انگلیسی: View of Haarlem with Bleaching Fields) یک نقاشی رنگ روغن بر روی بوم از نقاش رئالیست هلندی، یاکوب وان روئیزدال می‌باشد که نمونه‌ای از نقاشی عصر طلایی هلند است و در حال حاضر در مجموعه‌ای از موزه کونستهاوس زوریخ قرار دارد.
این نقاشی در سال ۱۹۱۱ توسط کورنلیوس هافستد د گرو ثبت گردید، بر دست‌نوشتهٔ زمان ثبت آن نوشته شده؛ زمین‌های قابل کشت هارلم، در پیش‌زمینه و در سمت چپ یک آبگیر باتلاقی است که توسط درختان یک جاده احاطه شده و از آنجا تا تپهٔ مشرف به سمت پس‌زمینهٔ راست امتداد دارد که در فاصلهٔ میانی بخشی از آن دارای زمینهٔ سفید است، تکه‌های بسیار زیادی از کتان، نورهای پراکنده و روشن که گسترش به سمت کلبه‌ای در همان نزدیکی دارد، افراد بسیاری که در محل کار خود هستند در فاصله‌ای از شهر هارلم تحت سلطه کلیسای سنت باوو، آسمان با توده‌ای بزرگ از ابر پوشیده شده.

## نگارخانه

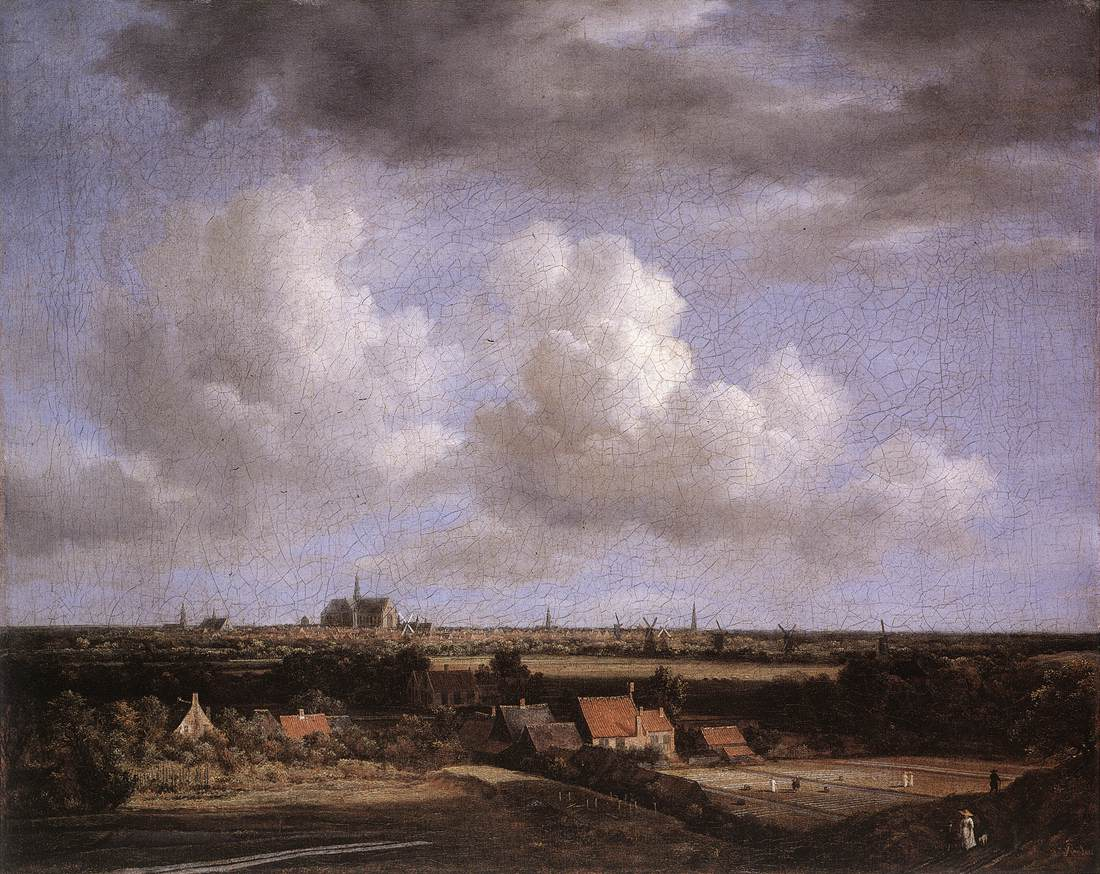
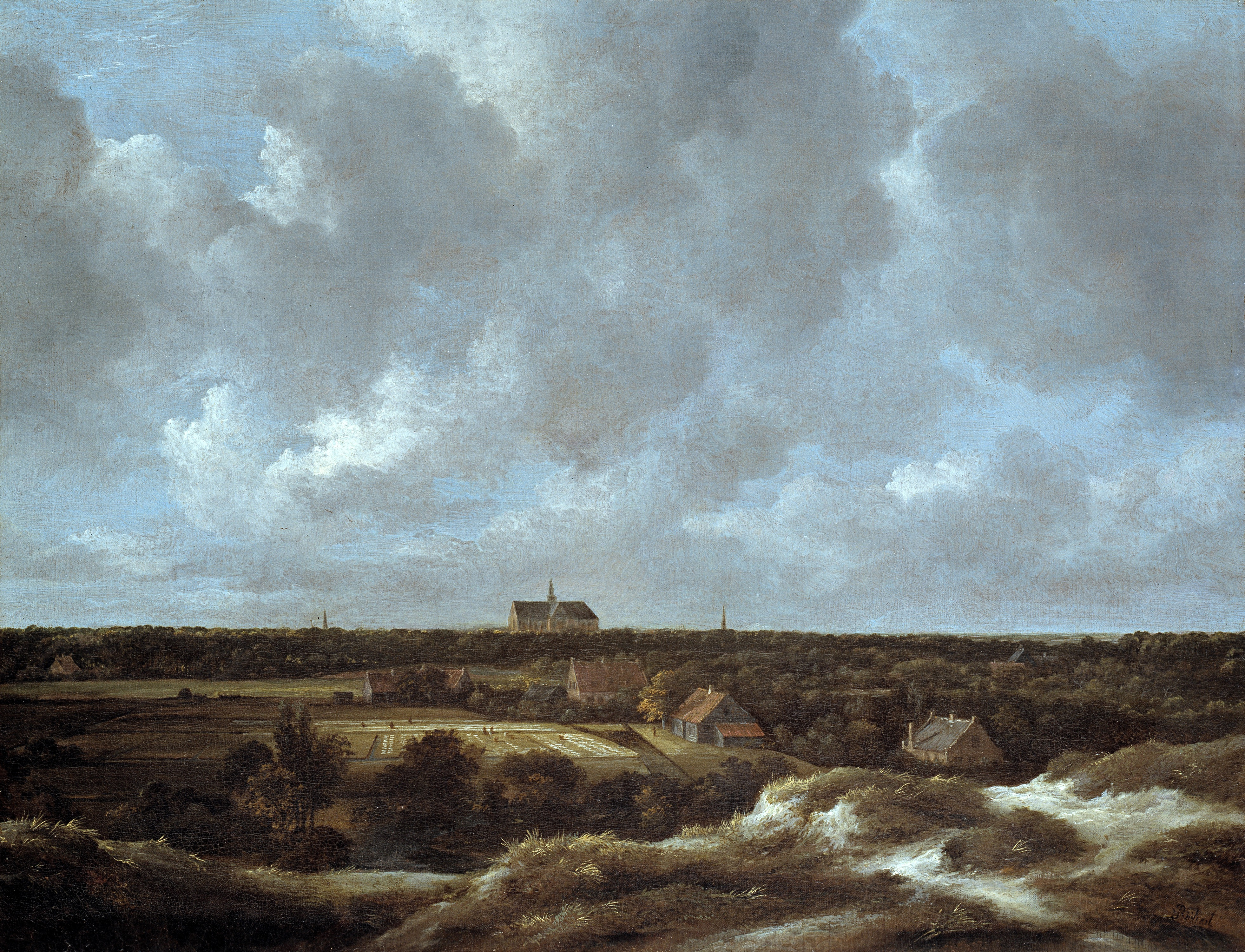
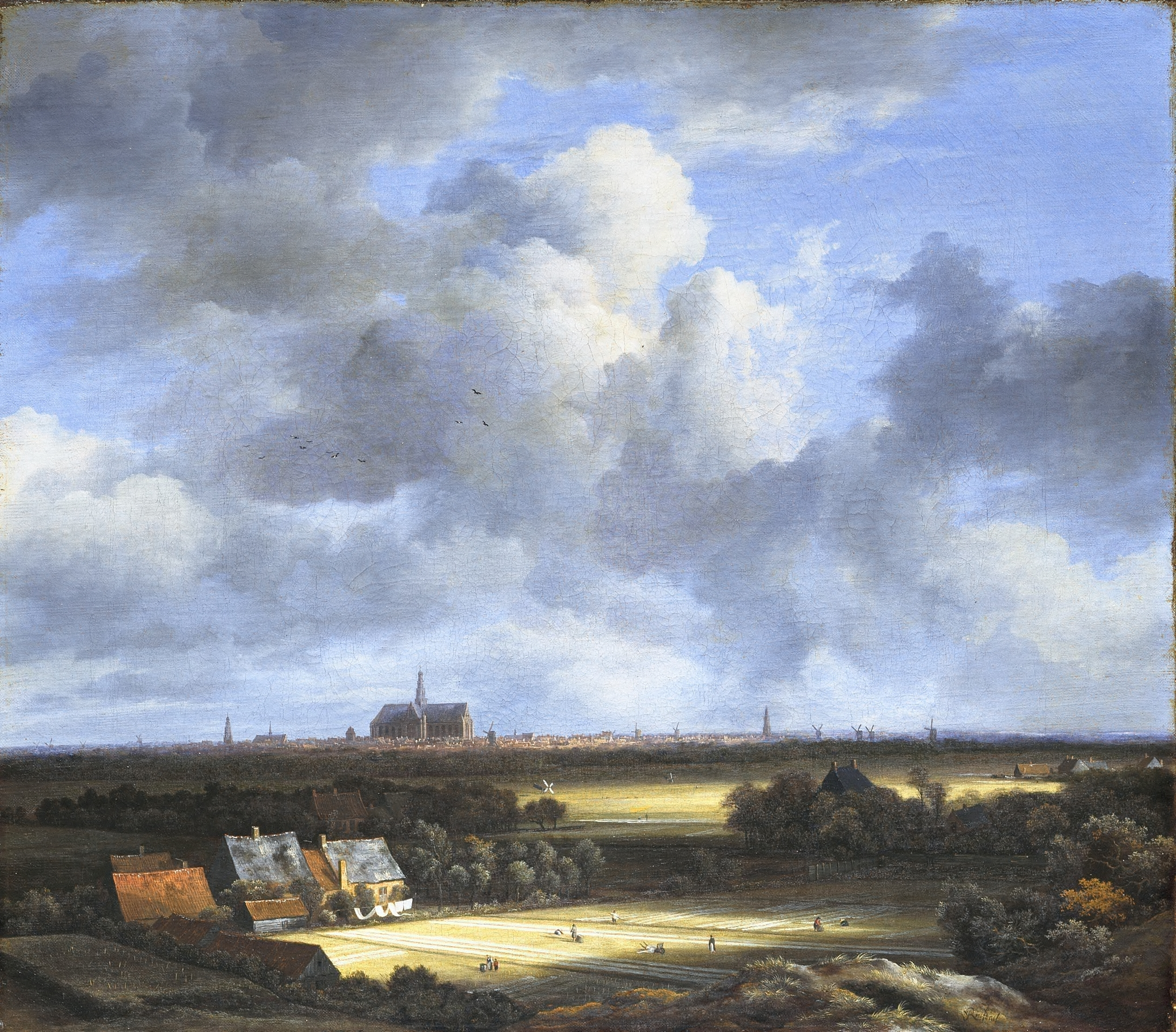
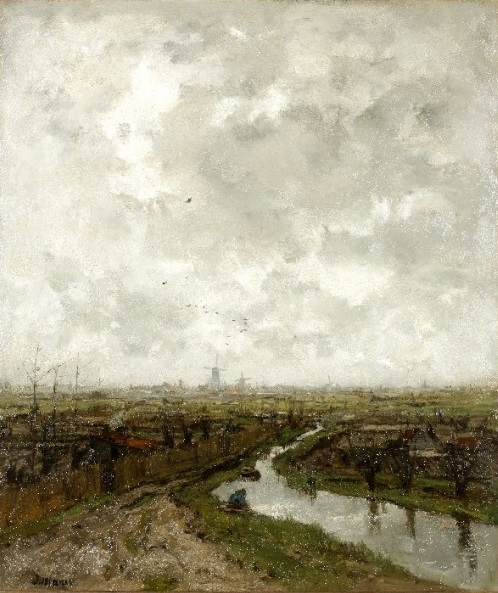
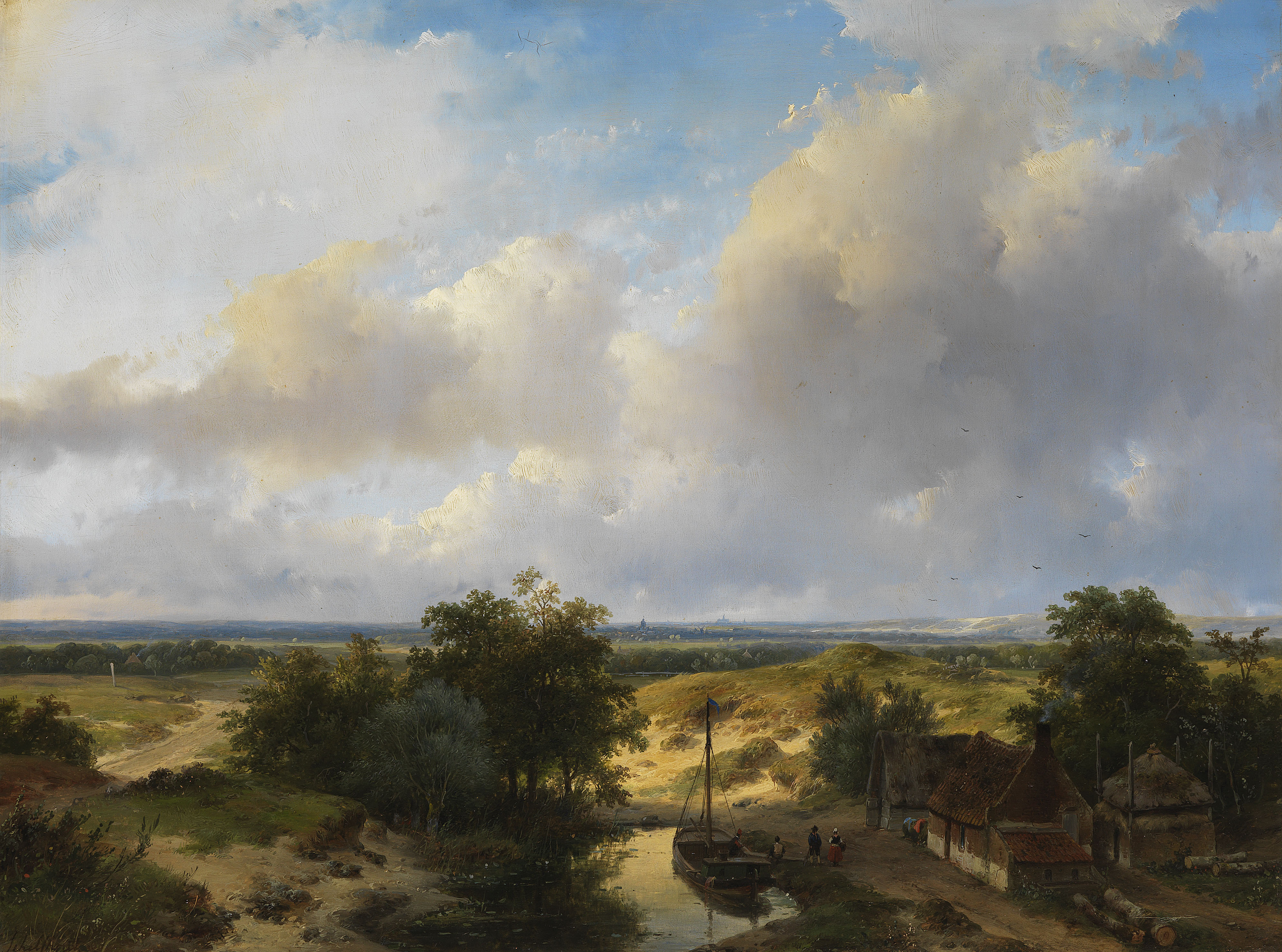